# Karl Isakson
Karl Oscar Isakson (16 januari 1878 in Stockholm, 29 februari 1922 Kopenhagen) was een Zweeds-Deens kunstschilder.
Hij was de zoon van de smid Karl Fredrik Isaksson en Mathilda Andersson. Hij groeide op in armoedige omstandigheden. Karl Frederik Isaksson stierf toen Karl Oscar slechts acht maanden oud was en zijn vrouw in verwachting was van hun dochter Esther. Mathilda begon een wasserij, zodat zij voor Karl en Esther kon zorgen.
Als dertienjarige ging Karl van school en werd hij huisschilder om geld te verdienen voor het gezin. Toen hij vijftien jaar was, begon Karl Isakson met het volgen van avondcursussen in de tekenkunst. Hij was in 1895 assistent van Carl Larsson, die muurschilderingen aanbracht in de trappenhal van het Nationalmuseum. Hierdoor werd zijn interesse gewekt voor de schilderkunst. Tussen 1897-1901 volgde hij een opleiding aan de conservatieve Kunstacademie in Stockholm waar Larsson zijn leermeester was. Hij ervoer die vier studiejaren als dwangarbeid.
In 1902 ondernam hij een reis naar Italië waar hij de Deense kunstschilder Kristian Zahrtmann ontmoette. Hij sloot zich bij de kring van kunstenaars in Civita d'Antino aan, waar Zahrtmann en andere schilders meerdere malen voor langere tijd verbleven. Hij vertrok vervolgens naar Kopenhagen waar hij bij Kristian Zahrtmann op schilderles ging en in 1903 zijn eigen atelier kreeg. Zahrtmann was echter niet tevreden met de conservatieve stijl die Isakson in Stockholm was aangeleerd. Het duurde enkele jaren voor Isakson zijn grijze periode achter zich liet en zuivere en krachtige kleuren ging gebruiken.
| - Drie schilderijen van Christiansø - Landskab ved Mindet, Christiansø Landschap bij het monument - 1911 Olieverf op doek. 52,5 × 45,5 cm Statens Museum for Kunst - Kirkegården på Christiansø Kerkhof op Christiansø - 1911-13 Olieverf op doek. 55 × 66 cm. Bornholms Kunstmuseum - Bastioner, Christiansø Bastions, Christiansø - 1921 Olieverf op doek. 70 × 96 cm. Statens Museum for Kunst |

Karl Isakson leed gedurende zijn gehele leven aan psychische aandoeningen, die in 1911 verergerden waarop zijn arts hem adviseerde rust te nemen. Enkele vrienden van Karl nodigen hem uit om naar Christiansø te komen. Hier ontdekte hij vervolgens de motieven – zoals de heldere kleuren en de scherpe contouren – van de rotsformaties van het eiland Christiansø die hij de volgende jaren veelvuldig zou schilderen totdat het eiland ten tijde van de Eerste Wereldoorlogvoor buitenlanders werd gesloten. Hij schilderde vervolgens meerdere malen op het eiland Bornholm. Na de zomer van 1916 verhuisde Isakson naar de hoek van Åboulevard en Julius Thomsens Gade in Vesterbro waar hij in zijn atelier modellen schilderde. Hier bleef hij tot aan zijn dood in februari 1922 wonen.
| - Modernistische inspiratie - Opstilling med blå skål og frugter Etalage met blauwe schaal en vruchten - Ca. 1910-11 Olieverf op doek. 34 × 42 cm. Statens Museum for Kunst - Nature morte Stilleven - Ca. 1916 Olieverf op doek. 44 × 61 cm. Bornholms Kunstmuseum - Nature morte Stilleven - Ca. 1918 Olieverf op doek. 68,5 × 52 cm. - |

Karl Isakson heeft zich laten inspireren door modernistische schilders als Paul Cézanne, Henri Matisse, Pablo Picasso en Georges Braque. Hij was een pionier in de groep van Bornholmse kunstenaars, die het modernisme in de Deense schilderkunst introduceerde. Vooral de schilderijen die hij op Christiansø schilderde, maken dat hij tot een van de grondleggers van het modernisme in Denemarken wordt gerekend.
Tijdens zijn leven werd hij in Stockholm veelal bekritiseerd, wat hem hard raakte. Pas na zijn dood in 1922 werd hij ook in Zweden bekend. Carl Kylberg, Olaf Rude en Edvard Weie werden geïnspireerd door het werk van Isakson.
| - Bekende werken - Stående kvindelig model Staand vrouwelijk model - 1918-20 Olieverf op doek. Statens Museum for Kunst - Fra Møens Klint Van Møens Klint - 1904 olieverf op doek. 79,5 × 62,5 cm. Statens Museum for Kunst - Stående model Staand model - Ca. 1918-19 Olieverf op doek - 101,5 × 68 cm. Bornholms Kunstmuseum - Udsigt ved Gudhjem Uitzicht op Gudhjem - 1921. Olieverf op doek. 92 × 76 cm Bornholms Kunstmuseum - Jesus uppväcker Lazarus Jesus wekt Lazarus op - 1921 Olieverf op doek. 93,6 × 65 cm Moderna Museet |

Veel van zijn werken zijn terug te vinden in onder andere de volgende musea: Moderna museet, Göteborgs konstmuseum, Bornholms Kunstmuseum en Statens Museum for Kunst.
Enkele van die werken zijn
| - Fra Møens Klint (1904) Van Møens Klint - Porträtt av fru Ragnhild Madsen (1907) Portret van Ragnhild Madsen - Zelfportret (1908) - Gosse som planterar (Hoppet) (1909) Jongen die plant (Hoop) - Strandbild med figurer, Refsnaes (1909) Strandzicht met figuren, Refsnæs - Porträtt av målaren Karl Schou (ca. 1911) Portret van schilder Karl Schou | - Mindet, Christiansø (1911) Monument, Christiansø - Sittande modell mot blått stoff (1912) Zittend model tegen blauw stof - Kirkegård, Christianshamn (1913) Kerkhof op Christiansø - Vilande modell (1914-15) Rustend model - Landskap Bohuslän (1915) Landschap Bohuslän | - Stilleben med grå kruka Stilleven met grijze pot (1916) - Nature morte (ca. 1918) Stilleven - Dam i svart (1918-19) Vrouwen in het zwart - Stående modell (1918-19) Staand model - Självporträtt med hatt (ca. 1920) Zelfportret met hoed | - Jesus uppväcker Lazarus (1920-21) Jezus wekt Lazarus' op - Kildendals bastion (1920-21) - Bastioner, Christiansø (1921) Bastions, Christiansø - Gravläggningen (1921) Bijzetting - Frihamnen Köpenhamn Frihavn Kopenhagen |

- Biblioteca Nacional de España: XX1600080
- Bibliothèque nationale de France: cb12515201m (data)
- Gemeinsame Normdatei: 118958453
- International Standard Name Identifier: 0000 0000 6675 0227
- KulturNav: addaa347-ce39-4144-a35a-f9c7a40ad551
- Library of Congress Control Number: n91114188
- RKD-Nederlands Instituut voor Kunstgeschiedenis: 41150
- LIBRIS: 232039
- Système universitaire de documentation: 034391789
- Union List of Artist Names: 500024542
- Virtual International Authority File: 10645454
- WorldCat: E39PBJc3BXmpht6WKT4q673xXd